# Historiografia arabska
Średniowieczna historiografia arabska – badania nad początkami cywilizacji arabskiej na podstawie analizy materiałów źródłowych.

## Zarys średniowiecznej historiografii arabskiej

### Rachuba według lat hidżry
Tradycyjnie uważa się, że rachubę lat według hidżry (dokładnie od 16 lipca 622), czyli emigracji Mahometa z Mekki do Medyny i zarazem początku państwowości muzułmańskiej, wprowadził kalif Umar ibn al-Chattab (634-644) Przyjęcie daty hidżry za początek ery muzułmańskiej wiąże się z podporządkowaniem dziejopisarstwa normom religii muzułmańskiej, czyli z procesem islamizacji kultury arabskiej. Autorzy arabscy reinterpretują dzieje przedmuzułmańskie w duchu islamu, np. każą prorokowi Ibrahimowi (odpowiednikowi starotestamentowego Abrahama) odbudowywać wraz z synem, Ismailem, Kaabę po potopie. Znalazło to wyraz, np. w tzw. „ilm al-awa’il” (nauce o początkach) Autor „Kitab al-awa’il” (księga o początkach) Ibn al-Asakir (zm. 1010) podaje, że Quss Ibn Sa’ida był pierwszym, kto uwierzył w Jednego Boga w Mekce przed nadejściem islamu oraz pierwszym, kto uwierzył w Zmartwychwstanie. Trzeba tu zaznaczyć, że podobne dzieła, traktujące o początkach, powstały w innych kręgach cywilizacyjnych, np. w Chinach.
Krytyce poddał historiografów arabskich Ibn Chaldun w „Al-Mukaddima”. Jego zdaniem historycy arabscy spisywali przekazy ustne bez weryfikacji, polegając jedynie na isnadach; często mieszali fikcję z prawdą, zapisywali legendy; oceniali postacie historyczne przez pryzmat czasów im współczesnych

### Początki historiografii arabskiej
Najwcześniejszą formą dziejopisarstwa u Arabów były hadisy – relikt etapu przekazywania wiedzy drogą ustną. Pewną wartość historyczną mają również opowiadania epickie, powstałe w okresie przed islamem na dworach i w środowisku beduinów, tzw. „ajjam al-arab”; przy czym „ajjam” w tym wypadku można tłumaczyć jako „bitwy”, „walki”, a nie „dni”. Np. u Al-Balazuriego w „Kitab futuh al-buldan” jest mowa o „jawm al-adżnadajn”, czy „jawm al-jarmuk” i na pewno chodzi tu o odpowiednio bitwy pod Adżnadajn i nad Jarmukiem (por. Al-Balazuri: Futuh al-buldan, Bajrut, b.d. pass.). Pokaźna część z nich została zebrana w “Ajjam al-Arab” przez filologa Abu Ubajdę (VIII w.). Niektóre z nich zachowały się w antologii Ibn Abd ar-Rabbihiego „Al-ikd al-farid” (Jedyny naszyjnik).

### Cechy charakterystyczne historiografii arabskiej
Arabskie piśmiennictwo historyczne jest bliskie literaturze adabowej, często pisanej językiem wyszukanym, a nawet prozą rymowaną (sadż), podobnie jak Koran czy makamy. Najstarsze zachowane do naszych czasów dzieła historyczne pojawiają się na przełomie panowanie dynastii Umajjadów i Abbasydów (ok. 750). Fakty mieszają się w nich z legendami. Po opisach genealogii oraz wojen między plemionami arabskimi zaczynają się próby spisywania historii powszechnej od stworzenia świata. Niemal wszystkie prace tego typu ograniczają się jednak w istocie do opisu świata arabskiego. Jedynie Al-Biruni (973-1048), Chorezmijczyk piszący poza arabsku, spróbował opisać to, co poza kręgiem świata arabskiego.

### Arabskie źródła historyczne do okresu przedmuzułmańskiego
Spuściznę po Arabach sprzed islamu przekazali:
1) Ubajd Ibn Szarijja (VII/VIII w.), Arab z Jemenu, autor „Kitab al-muluk wa-achbar al-madin” ('Księga królów i historia starożytności'); 
2) Wahb Ibn Munabbih (zm. 728 lub 732 w Sanie), Żyd jemeński, autor „At-Tidżan fi muluk Himjar” (‘Korony królów himjaryckich') i „Kitab al-amsal” (‘Księga przysłów’); wini się go za rozpowszechnienie niesłusznych wiadomości o Arabii Południowej przed islamem; 
3) Kab al-Ahbar (zm. 652 lub 654 w Himsie), Żyd jemeński, zislamizowany, doradca Muawijji, pierwszego kalifa z dynastii Umajjadów;  
4) Hiszam Ibn Muhammad Ibn As-Sai'b al-Kalbi (zm. 763); „Kitab al-fihrist” Ibn an-Nadima wymienia ok. 140 pozycji jego autorstwa, z czego zachowały się fragment „Dżamharat al-ansab” (‘Obfitość genealogii’) i „Kitab al-asnam” (‘księga bożków’).

### Sira,maghaziimanakib
Określenie „sira” zazwyczaj stosuje się do biografii proroka Mahometa. Terminem „maghazi” określa się podboje muzułmanów za czasów proroka Mahometa. Późniejsze podboje określano raczej mianem „futuh” (l. poj. „fath”). Muhammad Ibn Umar al-Wakidi (zm. 823), z Medyny, urzędnik za Haruna ar-Raszida w Iraku, napisał „Kitab al-maghazi”, której fragmenty ocalały przytoczone w późniejszych źródłach. Przypisywano mu również monografie historyczne o podbojach, np. „Futuh asz-Szam” (Podbój Syro-Palestyny). Najbardziej znanym i najcenniejszym opisem podbojów arabskich jest „Kitab futuh al-buldan” ('Księga podbojów krajów') Al-Balazuriego (zm. 892). Ibn Ishak (zm. 767), historyk z Medyny, jest autorem pierwszej znanej biografii proroka Mahometa („sira”), której fragmenty zachowały się przytoczone w późniejszej innej „Sirze”, autorstwa Ibn Hiszama (zm. 834). Życiorysy towarzyszy proroka i ich następców zwykle nosiły w tytule termin „manakib” (dokonania).

### Tabakat- słowniki biograficzne tradentów
Powstawać zaczęły biografie kolejnych pokoleń tradentów (przekazicieli hadisów), towarzyszy (ashab) Proroka, ich następców (tabi’un), następców ich następców (tabi’u at-tabi’in), cenne dla uczonych muzułmańskich dla badania autentyczności hadisów. Można tu wymienić: „Kitab an-nasab al-kabir” ('Wielka księga genealogii') Hiszama Ibn al-Kalbi (zm. 819) oraz „Tabakat as-sahaba” ('Pokolenia towarzyszy Proroka') Ibn Sada (zm. 845).

## Dziedzictwo po Persach
Arabscy autorzy wzorując się na historiografii perskiej oraz księgach starotestametowych zaczęli się interesować dziejami powszechnymi „od stworzenia świata”. Ibn al-Mukaffa (zm. 757) przełożył ze średnioperskiego „Chuzaj name” (per. Księga królów) na arabski pt. „Kitab sijar muluk” (‘Księga żywotów królów’). Stała się ona wzorem dla przyszłych historyków arabskich. Obok systemu isnadów powstałemu zapewne w okresie przekazywania wiedzy drogą ustną, pojawiła się datacja według lat panowania poszczególnych władców. Późniejsi, godni wymienienia historycy arabscy to Ibn Kutajba (zm. 889), autor „Kitab al-ma’arif” ('Księga wiedzy') oraz Ahmad Ibn Dawud ad-Dinawari (zm. 895) działający w Isfahanie i Dinawar, autora „Achbar at-tiwal” ('Długie opowieści'). Obaj są z pochodzenia Persami i piszą z punktu widzenia perskiego. Nieco późniejsza jest monumentalna historia powszechna Al-Jakubiego (zm. 891), doprowadzona do roku 872 i wykazująca wyraźne sympatie szyickie.

## Główni historycy

### At-Tabari
Za ojca historiografii arabskiej uważa się jednak tworzącego później At-Tabariego (838-923), autora „Tarich ar-rusul wa-al-muluk” (Dzieje proroków i królów). Autor zaczął od stworzenia świata i doprowadził swoje dzieło do roku 923. Jego historia doczekała się kontynuacji kilku autorów późniejszych i stanowiła dla nich źródło pierwszorzędne. At-Tabari stosuje system isnadów do dokumentowania swoich przekazów, czerpie pełnymi garściami z dzieł Ibn Ishaka, Ibn al-Kalbiego, Ibn Sada i Ibn al-Mukaffy.

### Al-Masudi
Kolejnym wybitnym historykiem arabskim jest Abu al-Hasan Ali al-Masudi (zm. 956), autor „Murudż az-zahab” (‘Złote łąki’), dzieła encyklopedycznego z zakresu historii i geografii. Autor zajmuje się oprócz Arabów również dziejami Hindusów, Persów, Rzymian i Żydów. Późniejsi historycy arabscy byli w zasadzie epigonami At-Tabariego i Al-Masudiego. Brakuje im zazwyczaj polotu i talentu literackiego. Ich dzieła są wprawdzie cenne pod względem faktograficznym, ale nie wytrzymują porównania ze swoimi poprzednikami ze względu na walory artystyczne.

### Epigoni At-Tabariego
Ibn al-Asir (1160–1234) kontynuuje dzieło At-Tabariego do roku 1231 i dokumentuje m.in. okres wypraw krzyżowych. Jego inne dzieło, „Usd al-ghaba” (Lwy z gęstwiny leśnej) jest obszernym leksykonem, zawierającym biografie 7500 towarzyszy Proroka. Dzieje powszechne od początku świata do roku 1256 spisał Ibn al-Dżawzi (1186–1257) w „Mirat az-zaman fi-tarich al-ajjam” ('Zwierciadło czasu w przebiegu dziejów').

### Historycy w Andaluzji
Do tej kategorii można zaliczyć następujących autorów: 
- Ibn Kutijja (zm. 977), autor „Tarich iftitah al-andalus” (Dzieje podboju Andaluzji), syn księżniczki gockiej i Araba;
- dzieła rodziny Ar-Razi, zachowane w cytatach, w kastylijskiej „Crónica del Moro Razis” (hiszp. 'Kronika Maura Razesa') z XIII w.;
- Ibn Hajjan (zm. 1076), autor „Kitab al-matin” ('Księga gruntowna'), relacji z okresu przejściowego między upadkiem Umajjadów w Hiszpanii a początkiem okresu „reyes de tayfas”, zachowanej we fragmentach;
- Said al-Andalusi (zm. 1069), autor „Tabakat al-umam”, dzieła traktującego raczej nie tyle o historii politycznej, co o nauce i kulturze różnych narodów;
- Lisan ad-Din Ibn al-Chatib (1313-1374), autor „Al-ihata fi achbar Gharnata” ('Kompletna wiedza o dziejach Grenady').

## Monografie regionów i miast
Można tu wymienić:
1. „Tarich futuh misr” - książka o podbojach Egiptu i Maghrebu autorstwa Ibn Abd al-Hakama (zm. 871);
2. Dzieje Hiszpanii (nie zachowane do naszych czasów) autorstwa Al-Kindiego (zm. 961); nie należy go mylić z filozofem Al-Kindim;
3. Najstarsza kronika Damaszku (nie zachowała się w całości) autorstwa Al-Kalanisiego (zm. 1160);
4. „Tarich Baghdad” ('Dzieje Bagdadu') autorstwa Chatiba al-Baghdadiego (zm. 1071);
5. „Tarich Dimaszk” ('Dzieje Damaszku') autorstwa Ibn al-Asakira (zm. 1176);
6. „Tarich Halab” ('Dzieje Aleppo') autorstwa Kamal ad-Dina Ibn an-Nadima (zm. 1262).

## Biografie i autobiografie
Należy wymienić tu autorów słynnych leksykonów biograficznych. Należą do nich:
1. Ibn Challikan (zm. 1282), główny kadi Syrii, autor „Wafajat al-ajjan” (Daty śmierci sławnych ludzi);
2. Jakut al-Hamawi (zm. 1229), autor opracowań encyklopedycznych „Mudżam al-udaba” ('Słownik autorów'), znany również pt. „Irszad al-arib” ('Przewodnik wnikliwego') i „Mudżam al-buldan” ('Słownik krajów');
3. Ibn Asakir, autor monografii „Tarich Dimaszk” ('Dzieje Damaszku'), w której wymienia wiele postaci związanych z jego miastem rodzinnym - Damaszkiem;
4. Abu Nu'ajm al-Isfahani (XII w.), autor „Hiljat al-awlija” ('Ozdoba świętych') – leksykonu biografii teologów i mistyków;
5. Mubaszszir Ibn al-Fatik (żył ok. 1050), autor „Muchtar al-hikam” ('Wybór mądrości'), monografii dotyczącej filozofów starożytności;
6. Al-Bajhaki (zm. 1170), autor „Tatimma siwan al-hikma” ('Dopełnienie skarbnicy mądrości'), zbioru biografii starożytnych uczonych;
7. Ibn al-Kifti (zm. 1248), autor „Tarich al-hukama” ('Historia filozofów'), zachowanej we fragmentach;
8. Ibn Abi Usajbi’a (zm. 1270), autor „Ujun al-anba fi tabakat al-atibba” ('Źródła wiadomości o pokoleniach lekarzy'), leksykonu biograficznego lekarzy;
9. Ibn Szaddad (zm. 1234) – autor biografii Saladyna;
10. Usama Ibn Munkiz (zm. 1188), autor pamiętnika z okresu krucjat, przedstawiającego ten okres z punktu widzenia muzułmanów.